# باتساگان
باتساگان (به لاتین: Baatsagaan) یک منطقهٔ مسکونی در مغولستان است که در استان بایان‌خونگور واقع شده‌است. باتساگان ۷٬۴۴۷ کیلومتر مربع مساحت و ۳٬۵۶۸ نفر جمعیت دارد.